# ويليام لامي
ويليام لامي (بالفرنسية: Guillaume Lamy)‏ هو طبيب وفيلسوف فرنسي، ولد في 1644، وتوفي في 15 يناير 1683.